# Cyclophora albiocellaria
Cyclophora albiocellaria é uma espécie de insetos lepidópteros, mais especificamente de traças, pertencente à família Geometridae.

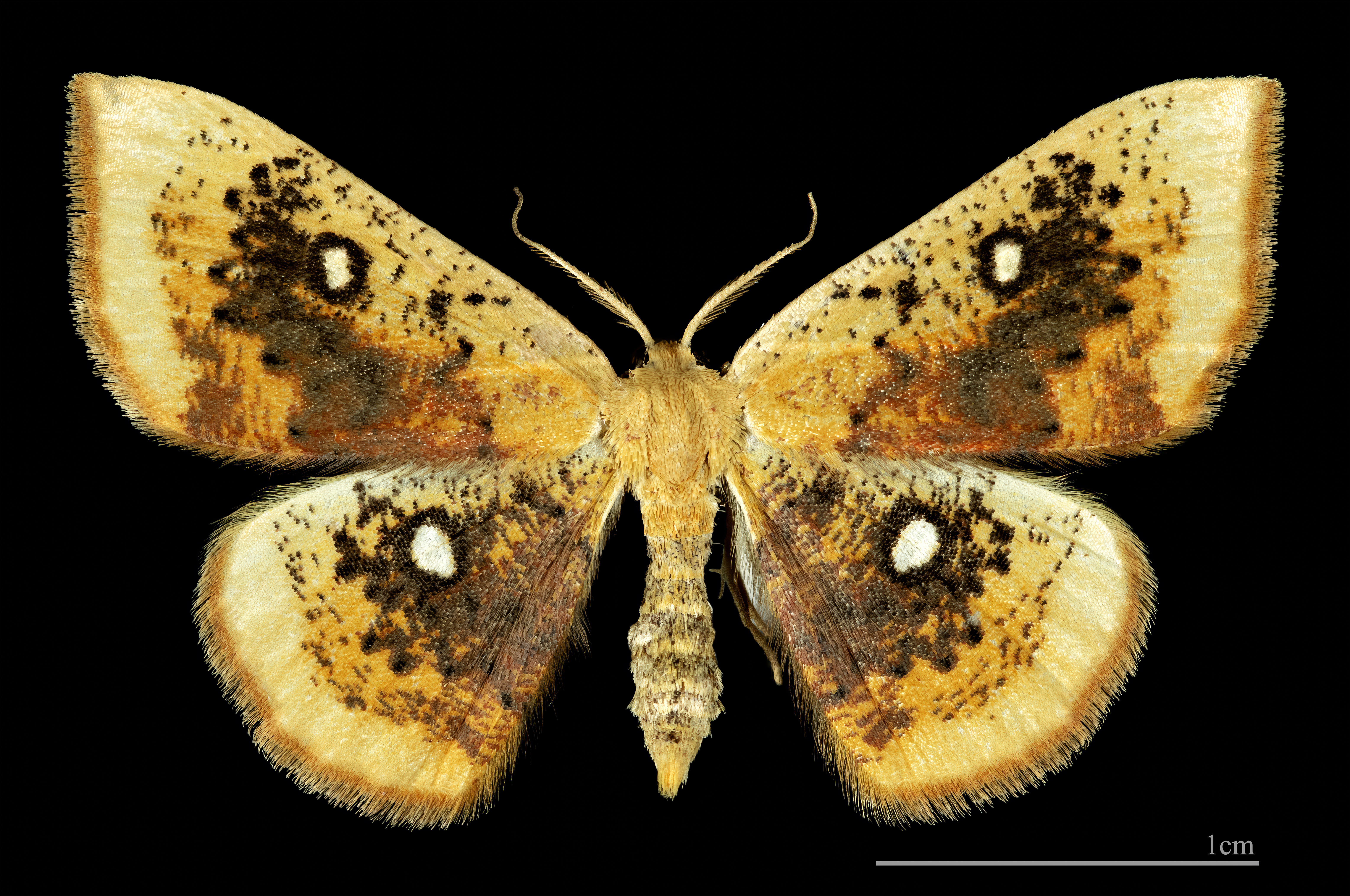
♂
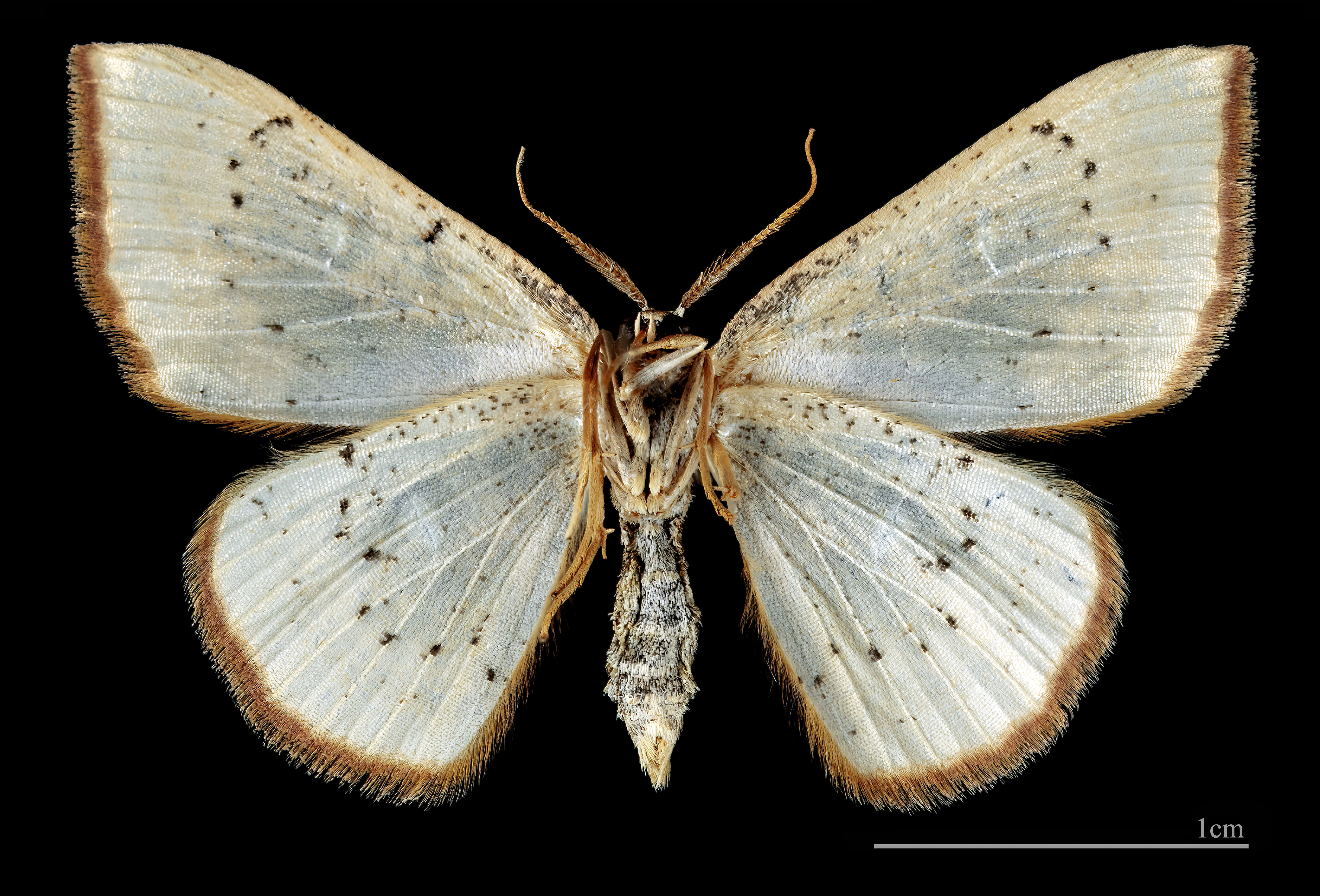
♂ △

A autoridade científica da espécie é Hübner, tendo sido descrita no ano de 1789.
Trata-se de uma espécie presente no território português.